# 堺市立サッカー・ナショナルトレーニングセンター
堺市立サッカー・ナショナルトレーニングセンター（さかいしりつサッカー・ナショナルトレーニングセンター）は、大阪府堺市堺区築港八幡町にあるサッカー練習場を中心としたスポーツ施設。愛称はJ-GREEN堺（ジェイ・グリーンさかい）。略称は堺トレセン、堺NTCなど。J-GREEN堺ドリームパートナーズ（代表団体：一般社団法人大阪府サッカー協会、構成団体：ミズノ株式会社、ミズノスポーツサービス株式会社、グローブシップ株式会社、株式会社双葉）が指定管理者として運営管理を行っている。

## 概要
大和川の河口左岸、堺泉北港の北端にあった大阪ガス所有の工場跡地を堺市が借り受け、大阪府と日本サッカー協会の支援を受けて整備されたスポーツ施設で、敷地面積は約35.4ha。なお、サッカー以外にラグビー、ラクロス、アルティメットなどでの利用も可能となっている

## 経緯
2003年、工場閉鎖後の使い道の無くなった土地とその固定資産税の負担が残った大阪ガス、臨海部の遊休地の再生・再開発を行いたい堺市、慢性的な活動場所の不足に悩む日本サッカー界の思惑が合致、その結果としてサッカー関連施設の整備計画が持ち上がっている事が一部マスコミで報道される。
2006年10月に堺市が構想を発表。開設時期（「2008年の早い時期」との表現）、施設の概要、敷地内のレイアウトなど計画の詳細も発表された。この記者会見翌日の新聞報道では、大阪ガスが所有地を20年間無償貸与する代わりに堺市が固定資産税を免除する方向であると報じられた。
後に建設予定地の土壌汚染とその汚染除去作業に時間が掛かる事が判明、堺市公式サイト内での事業説明では開設は2010年春頃になると変更された。また施設についても、人工芝ピッチの1面減少、照明設備の減少、屋根付きフットサルピッチの減少（ピッチ総数は変わらず）、スポーツ広場・センター広場の追加など、構想段階から若干変更された。
2008年2月に整備工事入札が行われ、3月に大林・西武・花谷・大容JVと契約を締結（工事費は約65億円）。同月、3月に大阪ガスとの間で土地使用貸借契約を締結。契約範囲は本施設建設地約35.4haを含む42.6ha、契約期間は同年4月からの22年間。
2008年4月に堺市、大阪府サッカー協会、日本サッカー協会の三者は基本合意書に締結。合意内容は日本サッカー協会が施設整備費用のうち5億円を負担する事、両サッカー協会が年間3000試合の試合誘致に努める事、堺市が必要性に応じて宿泊機能の確保に努める事の三点。
2008年7月工事着工、2010年3月完成。なお、計画および建設初期段階においては、堺臨海部サッカー・ナショナルトレーニングセンターの仮称が用いられていた。

## 運営
2010年3月19日に報道陣に公開され、その後プレオープンとして地元の学校やスポーツクラブへの貸し出しを開始、3月28日の開設記念式典を経て4月1日より正式オープン。
前述の年間3000試合の試合誘致については、施設完成前である2009年の段階で2010年度の利用分として約6700試合の申し込みがあった。
なお堺市は2010年度中にも命名権を販売して財源を確保する方針を明らかにしていたが、練習施設の高値売却は難しいとして見送られ代わりに愛称を全国から募集、2010年11月28日愛称がJ-GREEN堺に決定した。
【J-GREENの頭文字の意味】
- J＝Japan（日本）・Jump（飛躍）
- G＝Global（世界的）
- R＝Realize（実現）
- E＝Ecology（環境）
- E＝Education（教育）
- N＝Next generation（次世代）

2012年4月に中学世代の女子選手の育成・強化を目的として「JFAアカデミー堺」が開校した。なお、既設の福島（御殿場に移転中、男女とも）・熊本宇城（男子のみ）と違い、女子のみを対象としている。
セレッソ大阪堺レディースやFC大阪がS1メインフィールドをホームスタジアムの一つとして使用している。

## 施設
主な施設は以下の通り

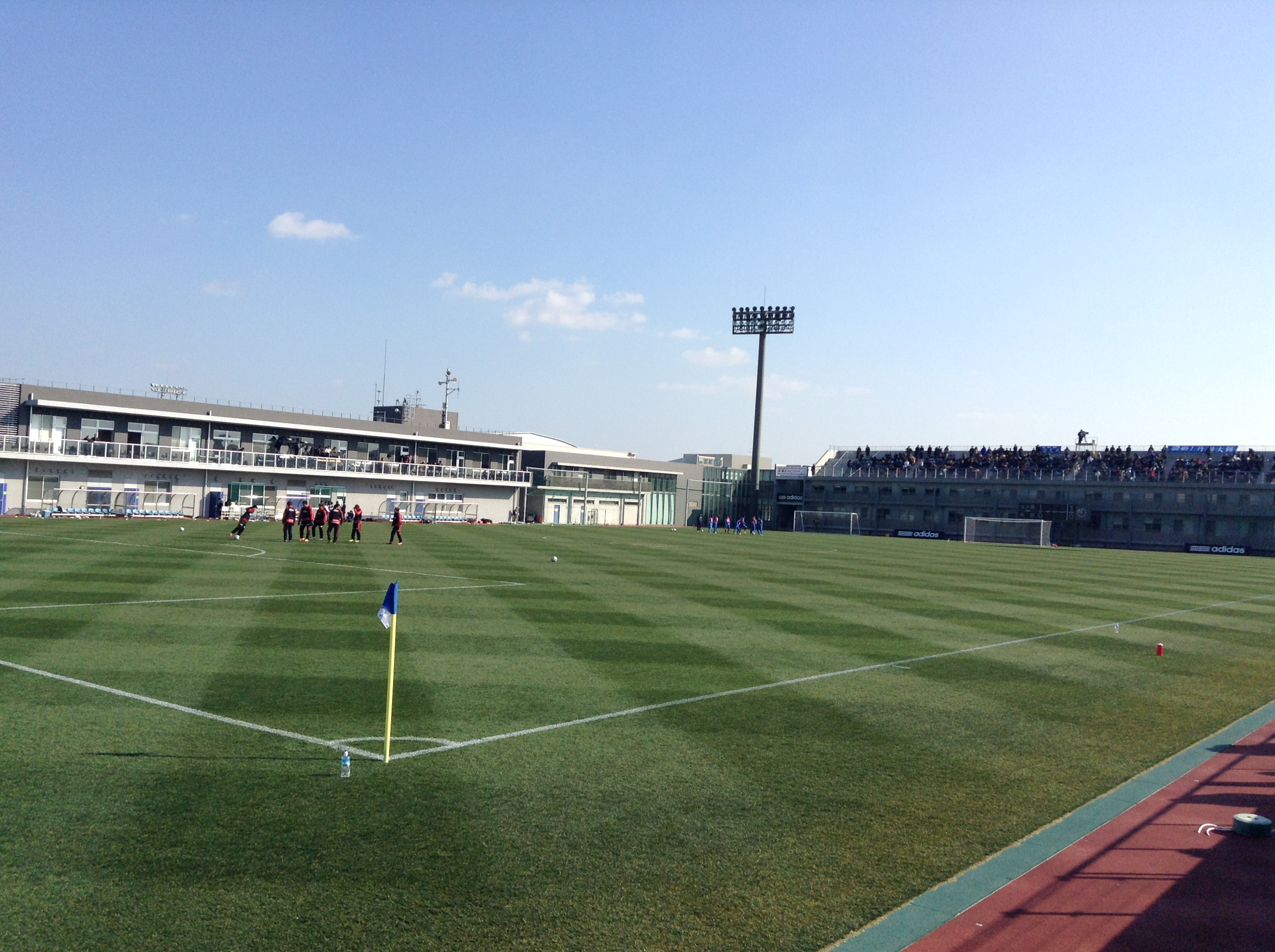
J-GREEN堺S1メインフィールド

- 天然芝メインフィールド - 1面（フィールド名称S1。以下同じ）
  - 照明設備、観客席（3,032席）、ロッカー、審判室、大会運営室、記録室、放送室、医務室等を併設。
- 天然芝フィールド - 4面（S2～S5）
  - S2及びS5には既設ベンチ有り。
  - 天然芝フィールドはコンディション維持の為、1日4時間以内（2試合相当）、週8時間以内（4試合相当）の使用に限られる。
- 人工芝フィールド - 11面（S6～S16）
  - うちS6、S7、S11の3面には照明設備有り。
  - S15及びS16の2面は2016年に施設西端部に増設。
- 400mトラック - 上記人工芝フィールド1面（S14）の周囲に設置
- 人工芝フットサルフィールド - 8面（F1～F8）
  - 全面に照明設備を設置。
  - うちF1～F3の3面には屋根があり、一体利用によりハーフサイズサッカーピッチとして利用可能。
- クラブハウス - レストラン、売店、ギアショップ、会議室等。
- ロッカーハウス - 更衣室、シャワー、ロッカー、製氷機、会議室等。敷地内に5棟設置。
- センター広場 - 芝生の広場
- スポーツ広場 - クレー仕様の広場
- サイクリングコース - 1周約2.2 km
- ウォーキングコース - 1周約2.4 km
- 有料駐車場
- 宿泊施設 - ドリームキャンプ
  - 2012年開設の宿泊施設
  - シングル - 6室（ベッドルーム）
  - ツイン - 32室（ベッドルーム）
  - 6人部屋 - 20室（ベッドルーム）
  - 25人部屋 - 4室（和室）
    - 計62室、290名収容

  - レストラン、会議室、大浴場、コインランドリー等

## アクセス
- バス
  - 南海電気鉄道南海本線・堺駅西口1番乗り場より南海バス・70系統「Jグリーン堺クラブハウス前」行で終点下車[4]
  - 南海電気鉄道南海高野線・堺東駅前5番乗り場より南海バス・70系統「Jグリーン堺クラブハウス前」行で終点下車[4]
  - Osaka Metro四つ橋線・住之江公園駅3号出口先の住之江公園駅前バス停より南海バス・71系統「Jグリーン堺クラブハウス前」行で終点下車[4]

なお、上記70系統、71系統は土休日と学休期間中の運行であるため、運行の有無には注意が必要である。当該系統以外での移動方法は以下のとおりである。
- 南海本線堺駅西口1番乗り場より16系統、17系統北回りでJグリーン堺南口下車
- 南海高野線堺東駅前5番乗り場より16系統、17系統北回りでJグリーン堺南口下車、11系統で堺浜北下車
- 大阪メトロ四つ橋線住之江公園駅より91系統で堺浜北下車

また、学休日の平日に下記の臨時急行バスが運行することがある。運行日については南海バス公式ホームページのインフォメーションでその都度お知らせがある。
- 75系統：Jグリーン堺南口→堺東駅前
- 76系統：Jグリーン堺南口→堺駅西口
- 77系統：堺東駅前→堺駅西口→Jグリーン堺南口

なお、南向き(堺浜シーサイドステージ、匠町方面)バス停に着いた場合、当施設に行くのに道路を渡る必要がある。南に歩くと、当施設の南側に繋がる道との丁字路に信号があるが、北に歩くと、一つ前のバス停(松屋大和川通)まで信号がなく、同じ道を折り返して歩くことになる。

## 参照
1. 1 2  “スタジアム【J-G堺メイン】”. 日本フットボールリーグ. 2015年2月21日閲覧。
2. ↑  “J-GREEN堺とは”. 公式サイト. 2015年2月21日閲覧。
3. ↑  サッカー・ナショナルトレセンに年間６７００試合申し込み、産経新聞、2009年12月27日
4. 1 2 3  “J-GREEN SAKAI公式ホームページ”. J-GREEN SAKAI. 2022年11月19日閲覧。